# Арисменди, Родней
Родне́й Арисменди (исп. Rodney Arismendi; 21 марта 1913, Рио-Бранко, департамент Серро-Ларго — 27 декабря 1989, Монтевидео) — деятель левого движения  Уругвая. Многолетний (с 1955) лидер Коммунистической партии Уругвая. По специальности журналист. Его дочь Марина Арисменди (род. 1949) с 1992 по 2006 год возглавляла Компартию Уругвая в составе Широкого фронта.

## Биографические данные
Баск по происхождению.
С 1930 г. — член Коммунистической партии Уругвая.
1936—1939 гг. — секретарь Федерации коммунистической молодежи Уругвая, член райкома партии в городе Монтевидео.
С 1937 г. — член ЦК (с 1955 — Национального комитета) КП Уругвая.
1940—1941 гг. — главный редактор центрального органа КП Уругвая — газеты «Хустисия» («Justicia»).
1941—1944 гг. — главный редактор коммунистической газеты «Диарио популяр» («Diario Popular»).
С 1944 г. — член исполкома ЦК КП Уругвая.
1946—1973 гг. — депутат парламента.
1946—1950 гг. — секретарь комитета партии департамента Монтевидео.
1951—1955 гг. — секретарь Национального комитета КП Уругвая.
С июля 1955 по октябрь 1955 г. — генеральный секретарь Национального комитета КП Уругвая.
С октября 1955 по 1985 г. — первый секретарь ЦК КП Уругвая.
С 1956 г. — главный редактор теоретического журнала КП Уругвая «Естудиос» («Estudios»).
После переворота в Уругвае (1973) Арисменди в мае 1974 арестован. В январе 1975 под давлением мировой общественности его освободили — и он эмигрировал. Проживал в г. Москве.
1985—1988 гг. — генеральный секретарь ЦК КП Уругвая.
С 1988 г. — председатель ЦК КП Уругвая.
Награждён орденами Ленина (19.03.1983) и Октябрьской Революции (20.03.1973).

## Произведения
Арисменди — автор многочисленных трудов по вопросам рабочего движения в Уругвае и национально-освободительного движения в  Латинской Америке. В русском переводе вышли в свет:
- Вторжение доллара в Латинскую Америку. — М., 1948.
- Великая Октябрьская социалистическая революция и национально-освободительное движение в Уругвае. — М., 1957.
- Проблемы латиноамериканской революции. — М., 1964. Предисловие и оглавление
- Ленин, революция и Латинская Америка. — М., 1976.
- VII конгресс Коминтерна и фашизм в Латинской Америке сегодня. — М., 1977.